# Прово, Этьенн
Этьенн Прово (фр. Étienne Provost, 1785—1850) — франкоканадский торговец пушниной, оперировавший в юго-западных регионах современных США в эпоху до появления независимой Мексики. Предполагается, что он был первым потомком европейских переселенцев, увидевшим Большое Солёное озеро.

## Биография
Этьенн Прово родился в 1785 году в Шамбли в канадской провинции Квебек. О ранних годах его жизни известно мало. У него был дом в Сент-Луисе, в конце 1814 года он был вместе с Огюстом Шуто в районе реки Арканзас, также известно что он дважды попадал в тюрьму в Санта-Фе.
Примерно в 1822 году он вернулся в Нью-Мексико, где сформировал товарищество с неким Леклерком для пушного промысла в бассейне Юинта. В октябре 1824 года его партия была атакована индейцами на реке Джордан недалеко от её впадения в Большое Солёное озеро; восемь человек погибло, но Прово выжил, и основал торговые посты как на берегу Большого Солёного озера, так и на берегу озера Юта. В мае 1825 года он повстречался в каньоне Вебера с Питером Скини Огденом из Компании Гудзонова залива. После возвращения в 1826 году в Сент-Луис он стал работать на созданную Джоном Джекобом Астором Американскую меховую компанию.
В 1843 году Этьенн Прово сопровождал естественнонаучную экспедицию Джона Джеймса Одюбона.

## Наследие
В честь Этьенна Прово названы река Прово, каньон Прово и город Прово. Фигура Этьена Прово имеется на монументе «This is the Place» в Солт-Лейк-Сити.